# دانشگاه مک‌مستر
دانشگاه مک‌مستر (انگلیسی: McMaster University) یک دانشگاه دولتی است که در شهر همیلتون استان انتاریو کانادا قرار دارد. این دانشگاه با پردیسی ۱۲۱ هکتار، دارای ۶ دانشکده علوم، مهندسی، بهداشت، علوم انسانی، علوم اجتماعی و تجارت است. نام دانشگاه از ویلیام مک‌مستر نماینده مجلس سنای کانادا و بانکدار گرفته شده که ۹۰۰ هزار دلار کانادا برای احداث این دانشگاه از خود به ارث گذاشت.

دانشگاه مک‌مستر دارای بیش از ۲۵ هزار دانشجوی کارشناسی و ۴هزار دانشجوی تحصیلات تکمیلی است. بر اساس رنکینگ معتبر QS در سال تحصیلی ۲۰۲۳ دانشگاه مک‌مستر در جدول رتبه‌بندی دانشگاه‌ها، در کانادا در مقام چهارم و در جهان در مقام ۸۵ ارزیابی شده‌است.
در طول تاریخ مک مستر، اساتید، فارغ التحصیلان و دانشجویان سابق نقش های برجسته ای در بسیاری از زمینه ها ایفا کرده اند و جوایز متعددی از جمله جوایز نوبل، بورسیه رودز، بورسیه گیتس  دانشگاه کمبریج و جایزه لاسکر را به دست آورده اند. بسیاری از دانشجویان سابق برای خدمت در دولت به شهرت رسیده اند. تیهومیر اورشکوویچ، نخست وزیر کرواسی، از فارغ التحصیلان این دانشگاه بود.